# 말콤 윌슨 (주지사)
찰스 말콤 윌슨(Charles Malcolm Wilson, 1914년 2월 26일, 뉴욕주 뉴욕 ~ 2000년 3월 13일, 뉴욕주 뉴로셸)은 미국의 정치인으로 뉴욕주 주지사이다.

## 학력
- 포덤 대학교 인문사회 학사
- 포덤 대학교 법학학사

## 경력
- 1939.01 ~ 1944.12 제162·163·164대 뉴욕주 웨스트체스터 카운티 제5선거구 하원의원
- 1945.01 ~ 1958.12 제165~171대 뉴욕주 웨스트체스터 카운티 제1선거구 하원의원
- 1959.01 ~ 1973.12 제54대 뉴욕 부지사
- 1973.12 ~ 1974.12 제50대 뉴욕 주지사

## 역대 선거 결과
| 선거명      | 직책명                                        | 대수  | 정당   | 득표율 | 득표수      | 결과 | 당락             |
| ----------- | --------------------------------------------- | ----- | ------ | ------ | ----------- | ---- | ---------------- |
| 1938년 선거 | 하원의원 (뉴욕 웨스트체스터 카운티 제5선거구) | 162대 | 공화당 | 51.30% | 16,097표    | 1위  | 뉴욕 주의원 당선 |
| 1940년 선거 | 하원의원 (뉴욕 웨스트체스터 카운티 제5선거구) | 163대 | 공화당 | 50.36% | 18,495표    | 1위  | 뉴욕 주의원 당선 |
| 1942년 선거 | 하원의원 (뉴욕 웨스트체스터 카운티 제5선거구) | 164대 | 공화당 | 52.88% | 12,633표    | 1위  | 뉴욕 주의원 당선 |
| 1944년 선거 | 하원의원 (뉴욕 웨스트체스터 카운티 제1선거구) | 165대 | 공화당 | 61.41% | 27,639표    | 1위  | 뉴욕 주의원 당선 |
| 1946년 선거 | 하원의원 (뉴욕 웨스트체스터 카운티 제1선거구) | 166대 | 공화당 | 70.51% | 26,148표    | 1위  | 뉴욕 주의원 당선 |
| 1948년 선거 | 하원의원 (뉴욕 웨스트체스터 카운티 제1선거구) | 167대 | 공화당 | 56.69% | 26,241표    | 1위  | 뉴욕 주의원 당선 |
| 1950년 선거 | 하원의원 (뉴욕 웨스트체스터 카운티 제1선거구) | 168대 | 공화당 | 63.05% | 25,154표    | 1위  | 뉴욕 주의원 당선 |
| 1952년 선거 | 하원의원 (뉴욕 웨스트체스터 카운티 제1선거구) | 169대 | 공화당 | 63.41% | 34,018표    | 1위  | 뉴욕 주의원 당선 |
| 1954년 선거 | 하원의원 (뉴욕 웨스트체스터 카운티 제1선거구) | 170대 | 공화당 | 59.33% | 25,793표    | 1위  | 뉴욕 주의원 당선 |
| 1956년 선거 | 하원의원 (뉴욕 웨스트체스터 카운티 제1선거구) | 171대 | 공화당 | 65.28% | 38,284표    | 1위  | 뉴욕 주의원 당선 |
| 1958년 선거 | 뉴욕 부지사                                   | 54대  | 공화당 | 54.74% | 3,126,929표 | 1위  | 뉴욕 부지사 당선 |
| 1962년 선거 | 뉴욕 부지사                                   | 54대  | 공화당 | 53.08% | 3,081,587표 | 1위  | 뉴욕 부지사 당선 |
| 1966년 선거 | 뉴욕 부지사                                   | 54대  | 공화당 | 44.61% | 2,690,626표 | 1위  | 뉴욕 부지사 당선 |
| 1970년 선거 | 뉴욕 부지사                                   | 54대  | 공화당 | 52.41% | 3,151,432표 | 1위  | 뉴욕 부지사 당선 |
| 1974년 선거 | 뉴욕 주지사                                   | 51대  | 공화당 | 41.94% | 2,219,667표 | 2위  | 낙선             |